# Răzbunarea tocilarilor
Răzbunarea tocilarilor (engleză: Revenge of the Nerds) (1984) este un film de comedie despre viața socială dintr-un  campus universitar. În rolurile principale interpretează actorii Robert Carradine și Anthony Edwards, cu Curtis Armstrong, Ted McGinley, Julia Montgomery, Brian Tochi, Larry B. Scott, Michelle Meyrink, John Goodman și Donald Gibb în rolurile secundare. Filmul este regizat de Jeff Kanew.
Filmul prezintă încercările unui grup de tocilari de a opri persecuția la care sunt supuși din partea unei frății de liceu numită Alpha Betas. Răzbunarea tocilarilor este pe locul 91 în clasamentul celor mai amuzante 100 de filme, clasament realizat de canalul Bravo.